# Альбрехт Саксен-Кобургський
Альбрехт Саксен-Кобургський (нім. Albrecht von Sachsen-Coburg; 24 травня 1648, Гота — 6 серпня 1699, Кобург) — герцог Саксен-Гота-Альтенбург, а згодом — Саксен-Кобургський.

## Біографія
Альбрехт був сином Саксен-Готського герцога Ернста I і Саксен-Альтенбурзької герцогині Єлизавети Софії. З 1666 року він разом з своїм братом Бернхардом відвідував Тюбінгенський університет, згодом продовжив навчання у Женеві. З братом Генріхом він вирушив у свій тур до Данії, Швеції та Нідерландів.
У 1675 році його батько, Ернст I, помер, Альберт став правителем Саксен-Гота-Альтенбургського герцогства разом зі всіма своїми братами, оскільки ернестинці на той час були проти прімогенітури. Після свого одруження з Марією Єлизаветою він зробив свою резиденцію в Заальфельді і з 1676 року почав там споруджувати замок на місці старого монастиря бенедиктинців.
За бажанням батька справи герцогства вів старший син Фрідріх I. Спроба тримати спільний двір в замку Фріденштайн в Готі виявилася невдалою, і в 1680 році, внаслідок угоди між братами, спадщину було поділено між ними. Альбрехту дісталася частина герцогства з містом Кобург, в яке він переніс свою резиденцію.
В 1689 році герцог Саксен-Кобургський брав участь у завоюванні окупованого французами міста Майнц і фортеці Бонн.
Альбрехт помер в 1699 році, не залишивши спадкоємців. Права на Саксен-Кобург пред'явив його молодший брат Йоганн Ернст, вступивши тим самим в тривалу боротьбу з іншим братом, Саксен-Мейнінгенським герцогом Бернхардом I.

## Сім'я
18 липня 1676 року Альбрехт одружився в Готі з Марією Єлизаветою Брауншвейг-Вольфенбюттельською, дочкою Августа Молодшого і Софії Єлизавети Мекленбург-Гюстровської. У них був один син: Ернст Август (1 вересня 1677–17 серпня 1678).
24 травня 1688 року Альбрехт одружився вдруге в Кобурзі з Сюзанною Єлизаветою, дочкою Миколи Кемпінського, барона Швізіца і Альтенгофена. У 1689 році імператор Леопольд I удостоїв її титулу імперської княгині. Дітей у них не було.